# Vlag van Eemsmond

Vlag van de gemeente Eemsmond

De vlag van Eemsmond was van 27 juni 1991 tot 1 januari 2019 de gemeentelijke vlag van gemeente Eemsmond (tot 1992 Hefshuizen genaamd).

## Beschrijving
De beschrijving van de vlag zou als volgt gegeven kunnen worden: 
Een vlag bestaande uit drie even hoge banen in groen, geel en blauw, met op de scheiding van broeking en vlucht een witte zeemeermin met een hoogte van 3/4 van de hoogte van de vlag over alle banen heen.
De vlag is afgeleid van de vlag van Uithuizen, die op 10 mei 1979 door de gemeenteraad werd bevestigd als vlag van Eemsmond, toen nog Hefshuizen genaamd.

## Verklaring
Het groen staat voor de akkers, het geel voor de korenvelden en het blauw voor de zee. De zeemeermin is overgenomen uit het wapen van Eemsmond en verwijst naar de verbondendheid van de gemeente met de zee.

## Verwante afbeeldingen

Het wapen van Eemsmond
De vlag van Uithuizen, tevens vlag van Hefshuizen (1979-1991)

## Trivia
De zeemeermin op de vlag lijkt op die van Akhzivland, een micronatie tussen Nahariya in het noorden van Israël en de Libanese grens.
Adorp 
· Aduard 
· Appingedam 
· Bedum 
· Beerta 
· Bellingwedde 
· Bierum 
· De Marne 
· Delfzijl 
· Eemsmond 
· Eenrum 
· Finsterwolde 
· Grootegast 
· Haren 
· Hefshuizen 
· Hoogezand 
· Hoogezand-Sappemeer 
· Hoogkerk 
· Kloosterburen 
· Leek 
· Leens 
· Loppersum 
· Marum 
· Menterwolde 
· Muntendam 
· Nieuwe Pekela 
· Nieuweschans 
· Oldekerk 
· Oosterbroek 
· Oude Pekela 
· Reiderland 
· Sappemeer 
· Scheemda 
· Slochteren 
· Stedum 
· Ten Boer 
· Termunten 
· Uithuizen 
· Uithuizermeeden 
· Ulrum 
· Vlagtwedde 
· Warffum 
· Wildervank 
· Winschoten 
· Winsum 
· Zuidhorn